# Atletik under sommer-OL 2016 - 400 meter løb (damer)
Kvindernes 400 meter løb under sommer-OL 2016 fandt sted i perioden 13. til 15. august 2016 på Estádio Olímpico João Havelange.